# Barilović
Barilović falu és község Horvátországban, Károlyváros megyében. Közigazgatásilag Banjsko Selo, Belaj, Belajske Poljice, Belajski Malinci, Carevo Selo, Cerovac Barilovićki, Donja Perjasica, Donji Skrad, Donji Velemerić, Gaćeško Selo, Gornji Poloj, Gornji Velemerić, Kestenak, Koranska Strana, Koranski Brijeg, Koransko Selo, Kosijersko Selo, Križ Koranski, Leskovac Barilovićki, Lučica, Mala Kosa, Mali Kozinac, Marlovac, Maurovići, Miloševac, Mrežnica, Novi Dol, Novo Selo Perjasičko, Orijevac, Perjasica, Podvožić, Ponorac Perjasički, Potplaninsko, Siča, Srednji Poloj, Svojić, Šćulac, Štirkovac, Točak Perjasički, Veliki Kozinac, Vijenac Barilovićki, Zinajevac és Žabljak települések tartoznak hozzá.

## Fekvése
Károlyvárostól 13 km-re délre a Korana partján fekszik.

## Története
A település várának egykori urairól a Barilovich családról kapta a nevét. A vár a Korana folyó völgyében a Krajinát a Kulpa völgyével összekötő ősi utat ellenőrizte. Pontos építési ideje nem ismert. 1453-ban Barilovich Györgyöt, Andrást és Pétert Cillei Frigyes horvát bán utasítására vezették be a vár és uradalma birtokába és egészen a 17. század elejéig e család tulajdona maradt. 1524-ben a török megostromolta, felgyújtotta és kifosztotta. 1549 és 1567 között a vár birtokviszály tárgya volt egyik részről Barilovics Kristóf és Maksa, másik részről Barilovics Miklós és Gáspár között. Közben 1564-ben Frangepán István katonával elfoglalta a várat, Barilovich Gáspár anyját és lánytestvérét fogságba ejtette, a vár kapitányát pedig kivégeztette. Ezért később őt az ítélőszék fej és jószágvesztésre ítélte, az ítéletet azonban sohasem hajtották végre. Végül a viszály a két fél egyezségével végződött, mely szerint Frangepán István tizenkétezer forint kártérítést fizetett Barilovich Gáspárnak. Végül II. Miksa király megerősítette Barilovich Gáspárt és Jánost birtokjogaikban. 1578-ban Barilovich Gáspár erőszakoskodásai miatt viszály támadt közte és a károlyvárosi helyőrség között. 1584-ben a károlyvárosi várparancsnok azt kérelmezte a grazi haditanácstól, hogy Barilović várát rendeljék az ő parancsnoksága alá, különben a várat leromboltatja. Ezt követően a határőrvidék közigazgatása lefoglalta a várat és annak ellenére sem adta vissza, hogy 1603-ban a király támogatásával a horvát szábor visszaadásáról határozott . A Barilovichok az Ozaly melletti birtokaikra távoztak, ahol a család utolsó tagja Barilovich Gáspár 1672-ben halt meg. Javait Znika Kristóf felesége Barilovich Krisztina örökölte. A károlyvárosi katonai parancsnokság 1690-ben nyolcvan fős helyőrséget helyezett el a várban, majd 1749-től a szluini határőrezred nyolcadik zászlóalja állomásozott itt. 1775-ben itt helyezték el az ezred törzsét is. A határőrvidék felszámolása után, itt helyezték el a járási hatóság székhelyét, majd 1875-től a várban kapott helyet a körzeti bíróság és a népiskola is. A járási székhelyet 1876-ban, Barilovićból a Károlyvároshoz közeli Rakovacba költöztették át. A vár a második világháború alatt egy tűzben teljesen kiégett. Jelenleg a várban a községi hivatal található.
A településnek 1857-ben 26, 1910-ben 27 lakosa volt. Trianon előtt Modrus-Fiume vármegye Vojnići járásához tartozott. 2011-ben a falunak 288, a községnek összesen 2938 lakosa volt.

## Lakosság
| Lakosság változása | Lakosság változása | Lakosság változása | Lakosság változása | Lakosság változása | Lakosság változása | Lakosság változása | Lakosság változása | Lakosság változása | Lakosság változása | Lakosság változása | Lakosság változása | Lakosság változása | Lakosság változása | Lakosság változása | Lakosság változása |
| ------------------ | ------------------ | ------------------ | ------------------ | ------------------ | ------------------ | ------------------ | ------------------ | ------------------ | ------------------ | ------------------ | ------------------ | ------------------ | ------------------ | ------------------ | ------------------ |
| 1857               | 1869               | 1880               | 1890               | 1900               | 1910               | 1921               | 1931               | 1948               | 1953               | 1961               | 1971               | 1981               | 1991               | 2001               | 2011               |
| 342                | 444                | 369                | 381                | 410                | 392                | 442                | 451                | 472                | 476                | 468                | 430                | 390                | 391                | 307                | 288                |

## Nevezetességei
Barilović szabálytalan négyszög alaprajzú vára a Korana folyó bal partja fölé emelkedő sziklaszirten áll. Legrégibb részei a 15. században épültek, épületein még látszanak az 1524-es török pusztítás nyomai. A várat a katonai határőrvidék kialakítását követően bővítették. Harmadik építési fázisát a 20. századi átalakítások képezik. A teljesen épen maradt várat 1945-ben tűzvész pusztította el, csak a csupasz falai maradtak. A háború után nem állították helyre, évtizedekig sorsára hagyták. A régészeti kutatás és az állagmegóvási munkák 2002-ben kezdődtek, melyek során sok cserépmaradvány, kályhacsempe, üveg, kovácsoltvas és egyéb leletek kerültek elő. Helyreállították a kaputornyot, az északkeleti saroktornyot és a környező falakat. 